# Haliplus cribrarius
Haliplus cribrarius är en skalbaggsart som beskrevs av Leconte 1950. Haliplus cribrarius ingår i släktet Haliplus och familjen vattentrampare. Inga underarter finns listade i Catalogue of Life.